# Riyo Mori
Riyo Mori (森 理世 Mori Riyo?) (Shizuoka, 24 de diciembre de 1986) es una exreina de belleza y modelo japonesa, ganadora del título Miss Universo 2007.

## Biografía
Es la segunda japonesa en ganar el certamen, 48 años después de Akiko Kojima, primera japonesa en ganar el certamen en 1959.
En su infancia, estudió en la escuela primaria de Tokoha Gakuen y posteriormente también en la escuela secundaria de Tokoha Gakuen.
Riyo comenzó a bailar a los 4 años porque a su madre le gustaba el ballet.

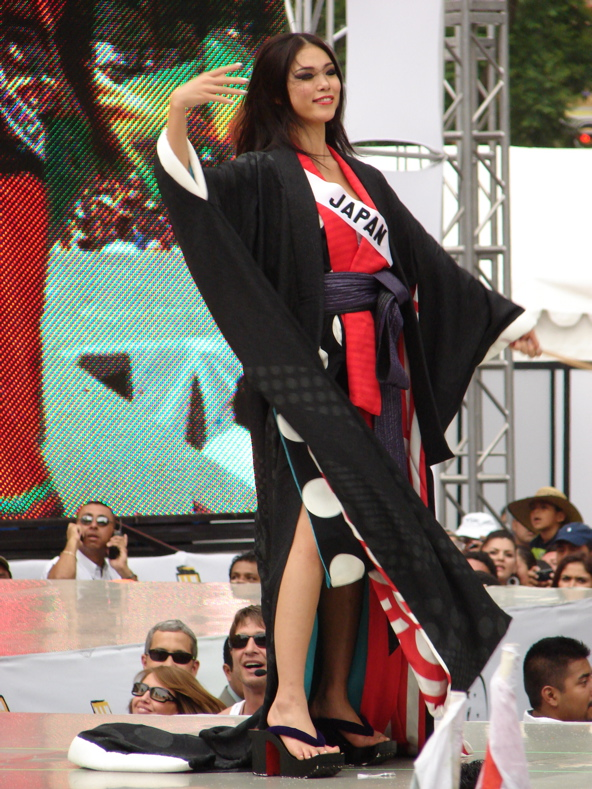
Riyo Mori en México

Después de su graduación en la escuela de Tokoha Gakuen, se fue a Ontario, Canadá a estudiar ballet clásico.
Ganó el título nacional de Miss Japón en la competición de Miss Universo de 2007 (Miss Universo Japón 2007 Casino Finale), celebrado en Tokio, el 15 de marzo de 2007.
Riyo ganó el título durante la gala de Miss Universo 2007, celebrado en Ciudad de México, el 28 de mayo de 2007. Su corona está valorada en 250.000 dólares y está compuesta por 120 perlas y 800 diamantes. 
Dentro de su labor como Miss Universo, Riyo Mori apoyó campañas en beneficio de los niños, los hispanos y la comunidad gay. Así como también estudios e investigaciones relacionadas con temas como el VIH.
Mide 1,73 m y se refiere a sí misma como una mujer paciente, justa, independiente, positiva y feliz.

## Vida personal
Se casó el 28 de agosto del 2018, con el abogado norteamericano Brent Kaspar.